# Terytorium związkowe (Indie)
Terytorium związkowe – jednostka podziału administracyjnego Indii. W przeciwieństwie do stanów, które posiadają własne rządy regionalne, terytoria związkowe są rządzone bezpośrednio przez rząd federalny w Delhi.
W 2020 istniało siedem terytoriów związkowych:
- Andamany i Nikobary
- Czandigarh
- Dadra, Nagarhaweli, Daman i Diu
- Dżammu i Kaszmir
- Ladakh
- Lakszadiwy
- Puducherry

Terytorium związkowe Delhi zmieniło swój status na Narodowe Terytorium Stołeczne Delhi.
Zobacz też: Podział administracyjny Indii.